# Ellikom

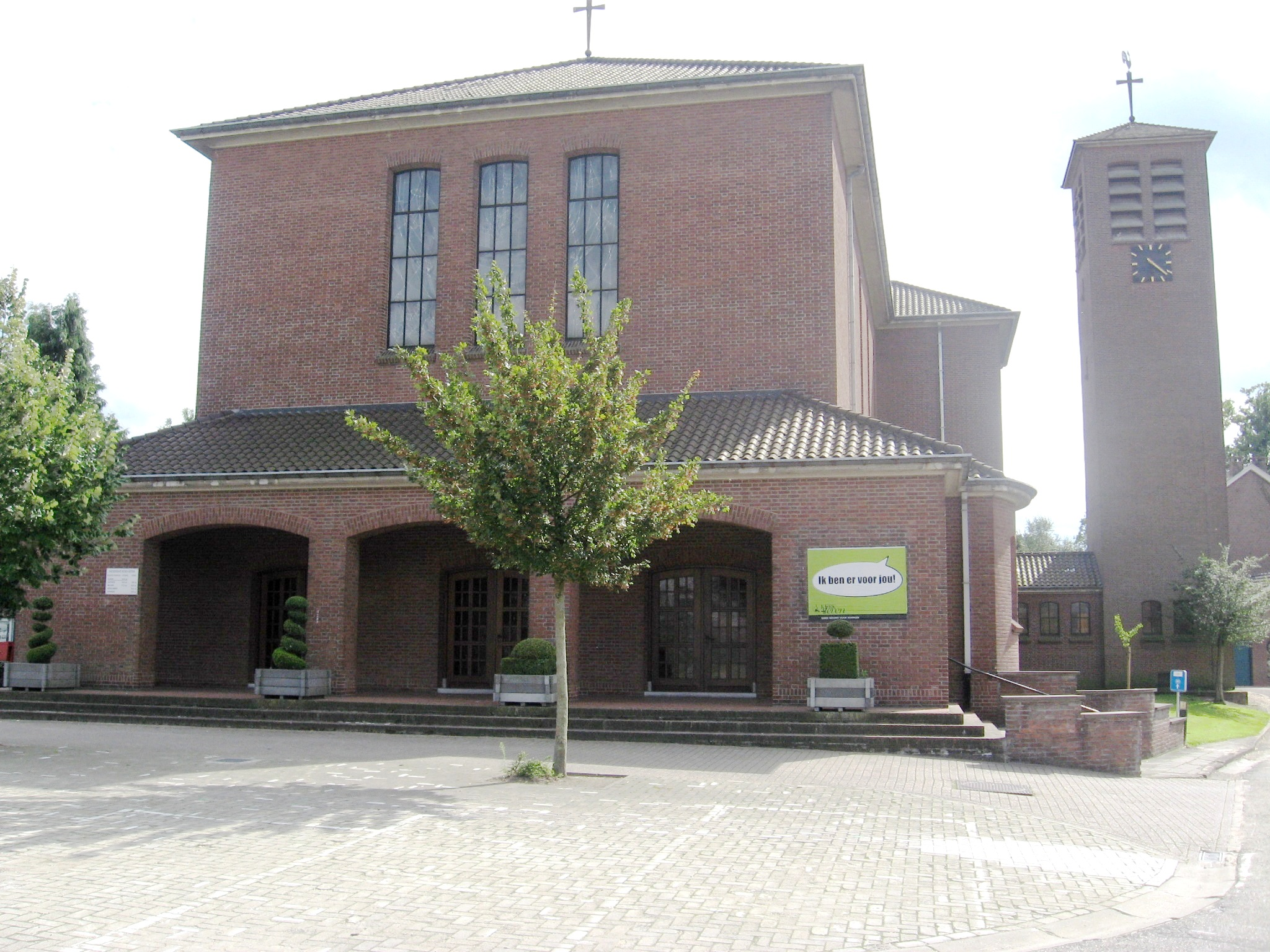
De Sint-Harlindis- en Relindiskerk

Ellikom (Limburgs: Elekom) is een deelgemeente van Oudsbergen in Belgisch Limburg, het was een zelfstandige gemeente tot aan de gemeentelijke herindeling van 1971 toen het een deelgemeente werd van Meeuwen. Ellikom ligt aan de oostelijke oever van de Abeek als een wig tussen Bree en Peer.

## Naamgeving
Ellikom is een van de oudste woonkernen in de Limburgse Kempen. Het werd voor de eerste keer in een geschreven bron vermeld in 1314 als "Elleken". Deze naam werd afgeleid van het Germaanse "Aljinga Haim" of "woning van de lieden van Alja". Dit wijst erop dat Ellikom al door de Franken werd bewoond.

## Geschiedenis
In de buurt van de Heikantstraat werden overblijfselen uit het Midden-paleolithicum gevonden, wat vrij uniek is voor Limburg. Ook van latere tijdvakken, zoals de preromeinse en Romeinse tijd, zijn archeologische bewijzen voor bewoning gevonden.
De eerste schriftelijke gegevens die over Ellikom bekend zijn, zijn verbonden aan de patronessen van de parochie, Sint-Harlindis en Relindis. Zij waren de eerste abdissen van het Klooster van Aldeneik dat rond 750 werd gesticht door de Frankische edelman Adalhard en zijn vrouw Grinuara. Deze abdij bezat het begevingsrecht en de tienden van de parochie Ellikom die de abdij, mogelijk reeds in de 9e eeuw, gesticht heeft. Later gingen het begevingsrecht en de tienden over naar het kapittel van Maaseik.
Oorspronkelijk behoorde Ellikom, samen met Erpekom en Gerdingen, tot een klein, aaneengesloten gebied langs de Abeek, dat door de Franken in cultuur was gebracht.
In de 12de eeuw al behoorde Ellikom tot het rechtsgebied van de Loonse schepenbank van Meeuwen. Dat had als gevolg dat het Laathof, dat ook bezit van de Abdij van Aldeneik was, niet veel macht in Ellikom had. In die tijd was Ellikom dunbevolkt en arm waardoor veel inwoners naar Bree trokken. Bij oorlogsdreiging zochten zij toevlucht in de schans van Meeuwen.
Ellikom bleef lange tijd een kleine landbouwgemeenschap. In 1646 telde het dorpje slechts 16 huizen. Pas in de loop van de 20e eeuw nam de bevolking toe, mede omdat er forenzen kwamen te wonen en omdat een bedrijventerrein werd aangelegd. De plaatsen in de omgeving van Ellikom zijn dan ook betrekkelijk jong. Dit zijn: Broekkant (1775), Heikant (1844) en Meeuwerkant (1844).
In 1888 werd de tramlijn van Leopoldsburg naar Bree geopend, met een halte in Ellikom. In 1948 werd deze lijn opgeheven.
Bij de golf van fusies in 1971 vormde Ellikom samen met Wijshagen en Meeuwen de gemeente Meeuwen. In 1977 werd de gemeente Meeuwen samengevoegd met de gemeente Gruitrode, dat uit Gruitrode en Neerglabbeek bestond, tot de gemeente Meeuwen-Gruitrode.
Op 1 januari 2019 is de nieuwe fusiegemeente Oudsbergen ontstaan uit de gemeentes Meeuwen-Gruitrode en Opglabbeek.

## Demografische ontwikkeling
- Bronnen:NIS, Opm:1831 tot en met 1961=volkstellingen

## Bezienswaardigheden
- De Sint-Harlindis en Relindiskerk, uit 1960.

Ondanks de beperkte oppervlakte had Ellikom vroeger drie watermolens, de Slagmolen, de Neermolen en de Hoogmolen, alle op de Abeek
- De bekendste van dit drietal is de Slagmolen, die in 1963 afgebroken en heropgebouwd werd in Bokrijk.
- De Hoogmolen is volledig gerestaureerd en maakt ondertussen deel uit van B&B De Hoogmolen. De molen is weer in werking gesteld.
- De Neermolen, enkele honderden meters stroomafwaarts van de Hoogmolen, is vrijwel onherkenbaar geworden.

## Natuur en landschap
Ellikom ligt op het Kempens Plateau, met hoogten tot 67 meter. De westelijke grens wordt gevormd door de Abeek. Een deel van de Abeekvallei, voorheen in gebruik als hooiland, is tegenwoordig natuurgebied. Verder naar het oosten ligt, parallel aan de Abeek, de weg van Reppel via Ellikom naar Meeuwen. Hieraan ligt het merendeel van de bebouwing, wat Ellikom tot een straatdorp maakt.
Ten oosten hiervan ligt landbouwgebied, terwijl in de loop van de 20e eeuw de intensieve veehouderij en de rundveehouderij opkwam, waarbij 2/3 van de oppervlakte in grasland werd omgezet. De helft van de oppervlakte van de toenmalige gemeente, op het Plateau gelegen, werd omstreeks 1850 nog door heide ingenomen, welke in de 2e helft van de 19e eeuw grotendeels werd bebost. In de 2e helft van de 20e eeuw werd, ten noorden van Ellikom, een bedrijventerrein aangelegd.

## Toerisme
Het bekende Limburgs fietsroutenetwerk met de knooppunten kende in 1995 zijn oorsprong in Ellikom. Daarom heeft het knooppunt 1 er zijn plaats gekregen.

## Sport en verenigingen
In 2001 en 2011 won de schutterij Sint-Harlindis en Relindis van Ellikom het Oud Limburgs Schuttersfeest (OLS). Door die overwinningen mochten ze het OLS in 2002 en 2012 zelf organiseren.
De bekendste sportclubs van Ellikom zijn voetbalclub Sporting Ellikom, uitkomende in 4de provinciale, en volleybalclub Vocelli Ellikom waarvan de eerste ploeg uitkomt in de 2de provinciale. Ellikom heeft ook een jeugdvereniging, met name KLJ Ellikom.

## Evenementen
De kermisdata van Ellikom zijn traditioneel de 1ste zondag van oktober.

## Trivia
- De in Bokrijk herbouwde Slagmolen figureerde door de jaren heen in films en verscheidene jeugdseries op de nationale televisie, onder andere in Johan en de Alverman.
- Op 9 oktober 2013 kwam in Nederland een nieuwe zedenzaak in de pers die door de politie De Ellikom-zaak bleek te zijn gedoopt. Omdat er geen link was tussen het dossier en het dorp en omdat de verdachte ook dertig Belgische slachtoffers maakte, beklaagde burgemeester Lode Ceyssens van de gemeente Meeuwen-Gruitrode waaronder Ellikom valt zich bij de Nederlandse autoriteiten en werd de zaak hernoemd tot zaak-Saturnus.

## Nabijgelegen kernen
Peer, Meeuwen, Wijshagen, Bree, Gerdingen, Reppel, Grote-Brogel